# Iso Vironsaari
Iso Vironsaari är en ö i Finland. Den ligger i sjön Kyrösjärvi och i kommunen Ylöjärvi i den ekonomiska regionen Tammerfors och landskapet Birkaland, i den sydvästra delen av landet, 190 km nordväst om huvudstaden Helsingfors. Öns area är 3,8 hektar och dess största längd är 430 meter i sydöst-nordvästlig riktning.